# Fridlevstad
Fridlevstad ist ein Ort (Tätort) in der Gemeinde Karlskrona in der schwedischen Provinz Blekinge und liegt etwa 5 Kilometer westlich von Rödeby.

## Geographie
Fridlevstad liegt etwa 10 Kilometer nördlich von Karlskrona. Im Jahr 2015 hatte der Ort 708 Einwohner und eine Größe von 110 ha. Der östliche Siedlungsbereich heißt auch Pålycke. Dort liegen die beiden Seen Pålyckegölen (nördlich der Siedlung) und Pålyckesjön (südlich). Im Norden liegt der Stora Alljungen – einer von zahlreichen weiteren Seen in der Umgebung.
Entwicklung der Einwohnerzahlen und Flächengröße:
| Jahr | Einwohner | Fläche (ha) |
| ---- | --------- | ----------- |
| 1970 | 455       |             |
| 1980 | 874       |             |
| 1990 | 775       | 95          |
| 2000 | 709       | 95          |
| 2010 | 713       | 93          |
| 2015 | 708       | 110         |

## Geschichte
Die Gemeinde Fridlevstad wurde im Jahr 1883 gegründet. Im Zuge der Gebietsreform im Jahr 1952 wurde Sillhövda eingemeindet. Ab 1963 gehörten zeitweise Teile des Ortes Tving zu Fridlevstad. Die Gebietsreform von 1974 führte schließlich zur Eingliederung nach Karlskrona. Rund um das alte Pfarrzentrum entstanden vor allem in den 1950er und 1980er Jahren zahlreiche Wohnhäuser. 1957 wurde in Pålycke das erste Reihenhaus errichtet. Vor der Eingemeindung mit Karlskrona investierte die Gemeinde in das Erholungsgebiet am See Alljungen.

## Kirche

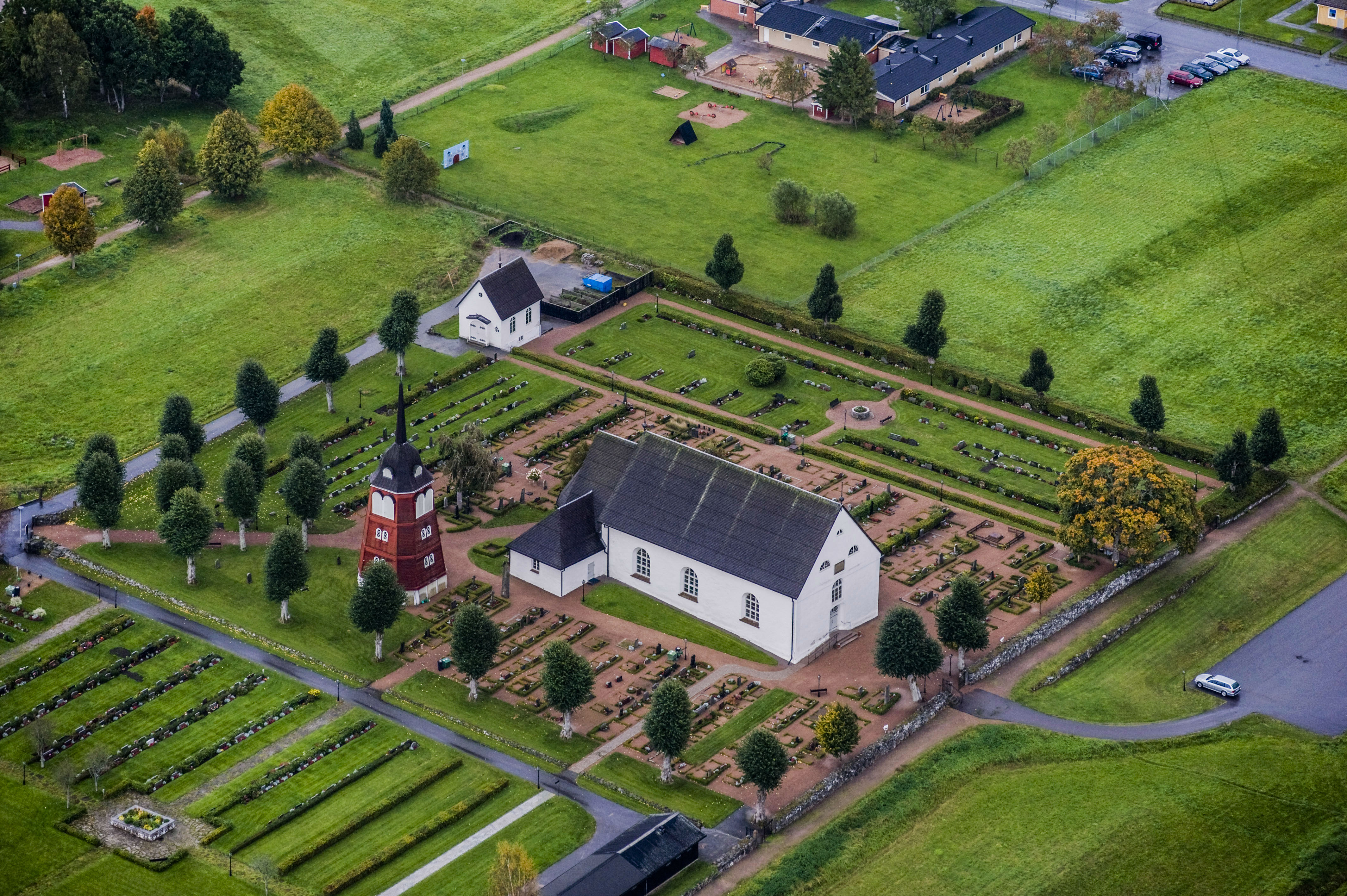
Kirche von Fridlevstad

Die Kirche ist eine der ältesten in der Provinz Blekinge und wurde wahrscheinlich in den späten 1100er oder frühen 1200er Jahren im romanischen Stil erbaut. Während des nordischen Siebenjährigen Krieges (1563–1570) wurde die Kirche zerstört, jedoch anschließend wieder aufgebaut. Die auf der Nordseite an den Chor angrenzende Sakristei entstand 1714. In den Jahren 1779 bis 1781 wurde das Kirchengebäude nach Westen hin verlängert.